# Dom Muzeum Neofita Riłskiego
Dom Muzeum Neofita Riłskiego (bułg. Къща музей „Неофит Рилски”) – dom w miejscowości Bansko, w Bułgarii, miejsce narodzin Nikoły Benina, znanego jako Neofit Riłski (1793–1881), bułgarskiego mnicha prawosławnego, działacza w walce o niezależny Kościół bułgarski, jednej z czołowych postaci bułgarskiego odrodzenia narodowego. Budynek jest architektonicznym i historycznym zabytkiem kultury o znaczeniu narodowym. Znajduje się na liście 100 krajowych atrakcji turystycznych. 

## Historia

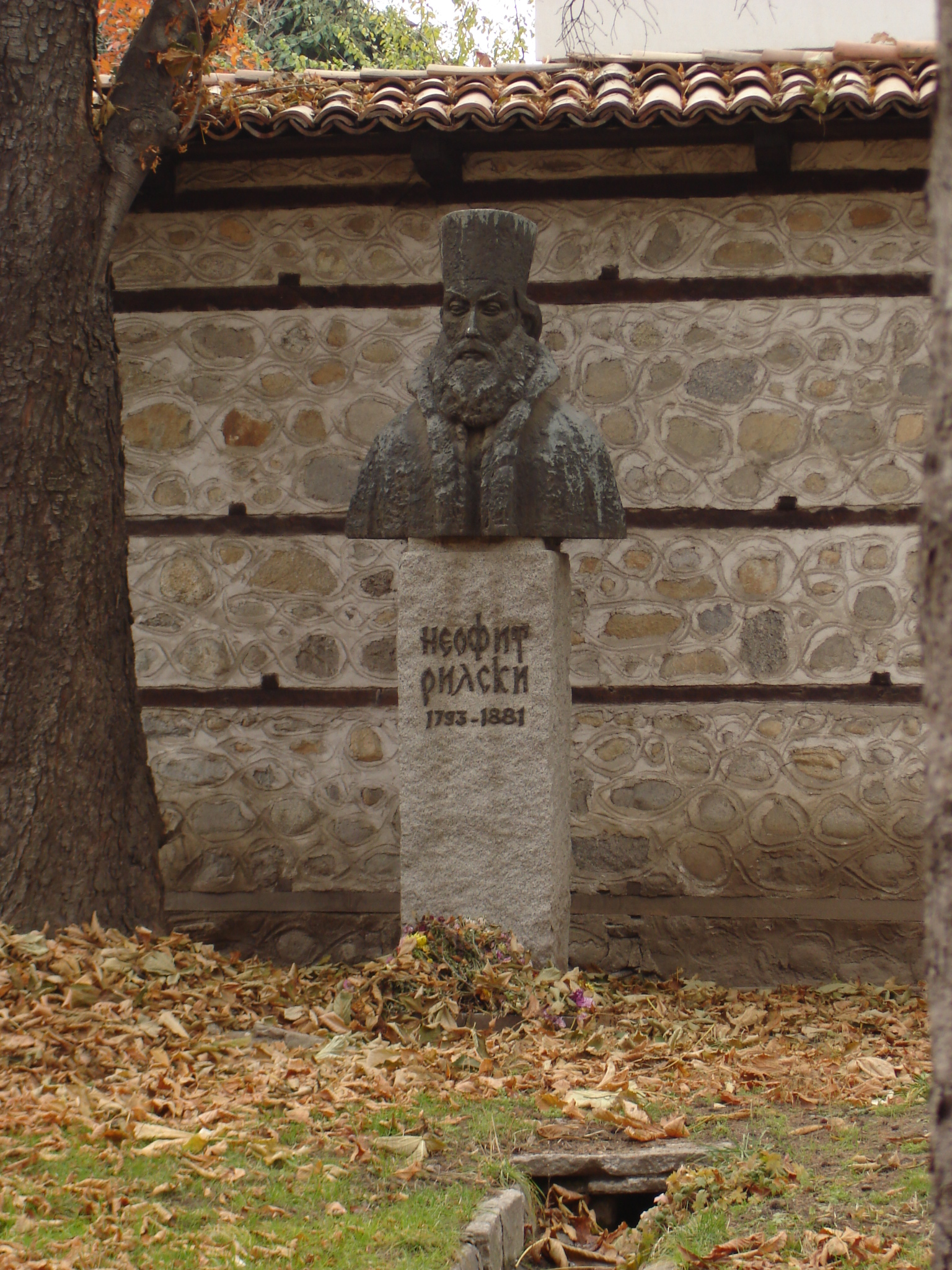
Popiersie Neofita Riłskiego

Budynek zbudowany został w XVIII w., w centrum Banska przez rodzinę Beninów, w tradycyjnym stylu z epoki renesansu. Dwukondygnacyjny dom z parterem użytkowym i górną częścią mieszkalną. Znajduje się na zamkniętym podwórku z masywną bramą i osobnym wejściem dla ludzi. Konstrukcja ma wzmocniony rdzeń, ściany zewnętrzne wykonane są z kamienia. Podłogi wykonane są z grubych mat utwardzanych i izolowanych gliną. 
Na parterze znajdowała się kuchnia z dużym, podwójnym piecem i pomieszczenie, gdzie przechowywano produkty żywnościowe i zapasy. Bezpośrednio do nich przylegały pomieszczenie, gdzie trzymano zwierzęta. Obecnie znajduje się w nim mural przedstawiający drzewo genealogiczne Neofita Riłskiego, którego autorem jest artysta Todor Conew. W środku muralu ukazany jest Neofit jako mały Nikoła, a po obu stronach jego rodzice, Katerina i pop Petyr. Nikoła Poppetrow Benin urodził się w tym domu w 1793 r. i mieszkał do 1811 r.
W 1810 r. dom został uszkodzony przez pożar. Był kilkukrotnie remontowany i od 1981 r. funkcjonuje jako muzeum. Składa się z dwóch części – autentycznie zachowanego domu z ekspozycją etnograficzną i ekspozycji dokumentalnej prezentującej najcenniejsze zbiory z bogatego dziedzictwa Neofita Riłskiego – głównie listy, fotografie i materiały literackie. Przechowywanych jest ponad 400 dokumentów i materiałów. Eksponowana jest Gramatyka bułgarska (1835), niedokończony słownik grecko-bułgarski, książki z jego biblioteki, kopia Historii języka słowiańskiego i bułgarskiego (1882) i inne. 
Dom Muzeum Neofita Riłskiego jest architektonicznym i historycznym zabytkiem kultury o znaczeniu narodowym (Dziennik Ustaw Nr 87 z 1967 r.). Znajduje się na liście 100 atrakcji turystycznych Bułgarskiego Związku Turystycznego.  

## Galeria

Dom Muzeum Neofita Riłskiego
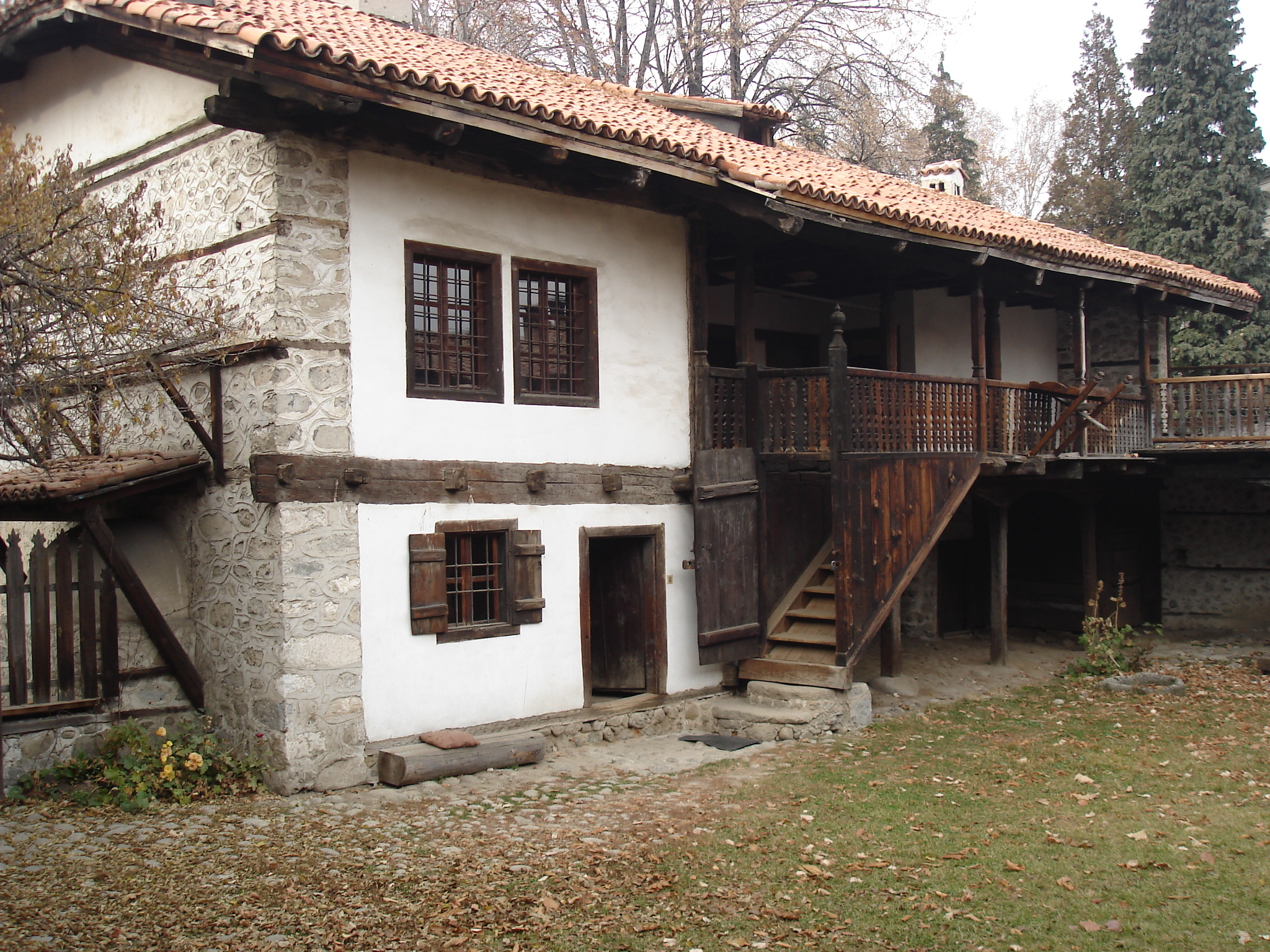
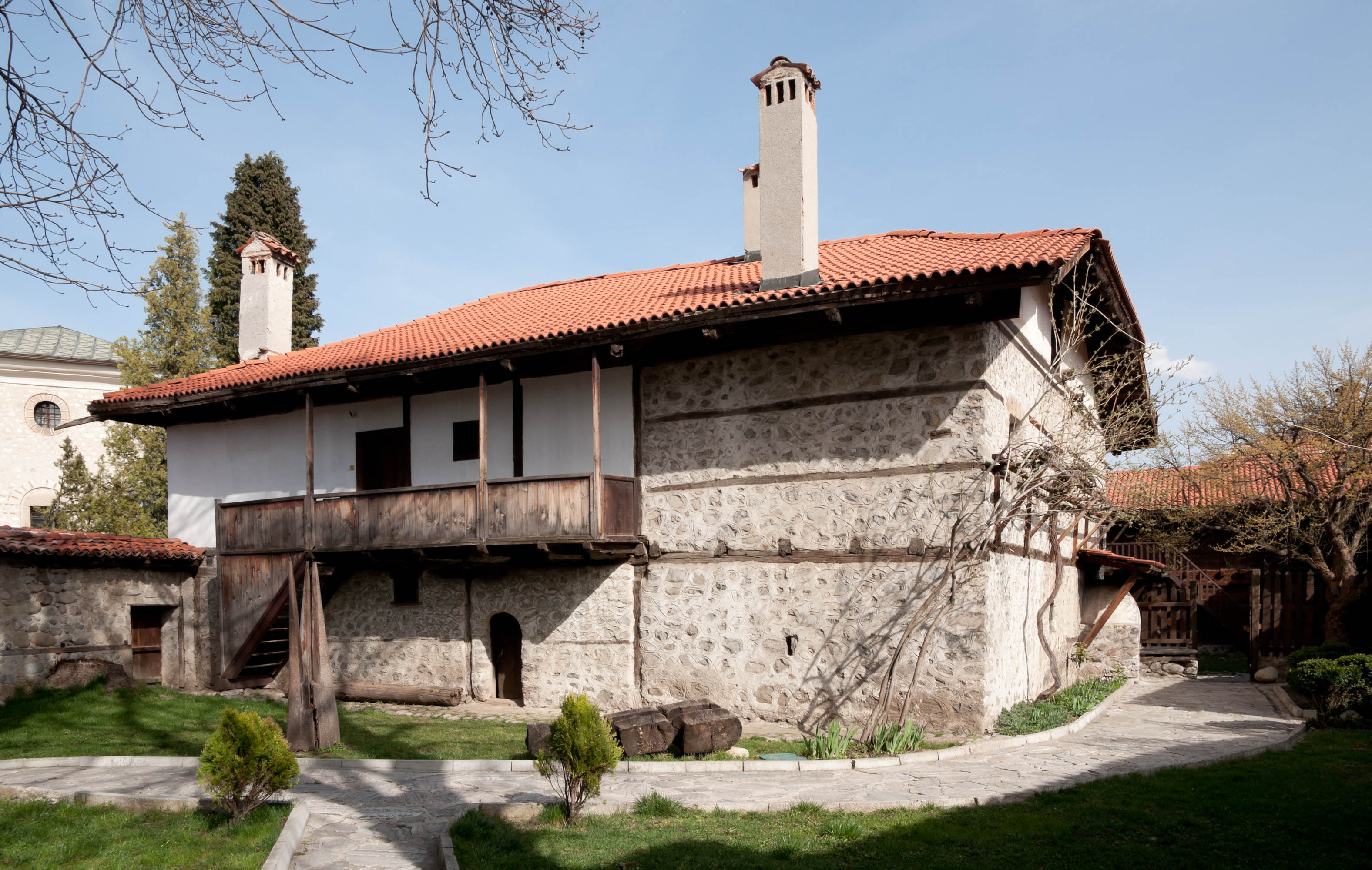
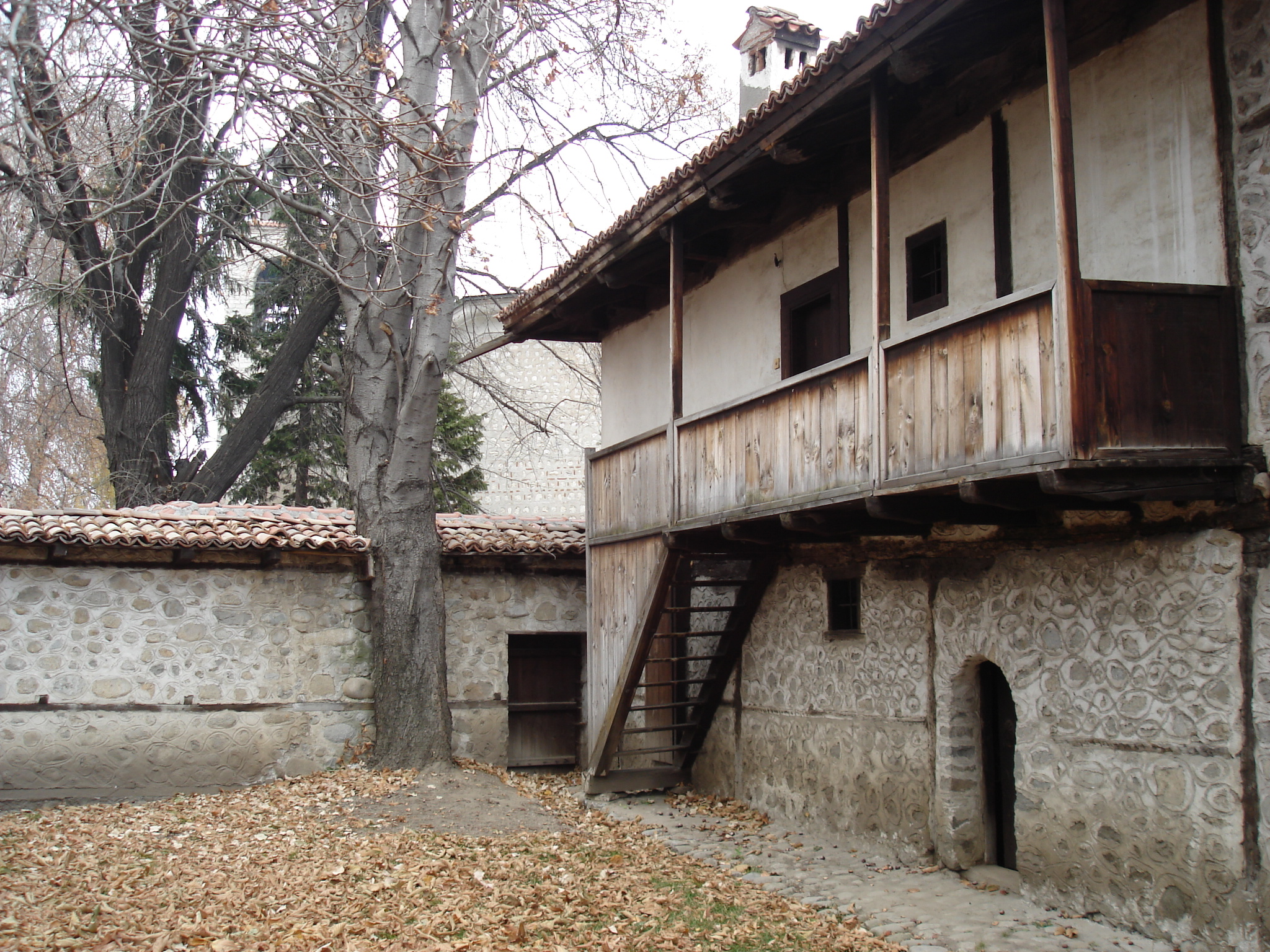
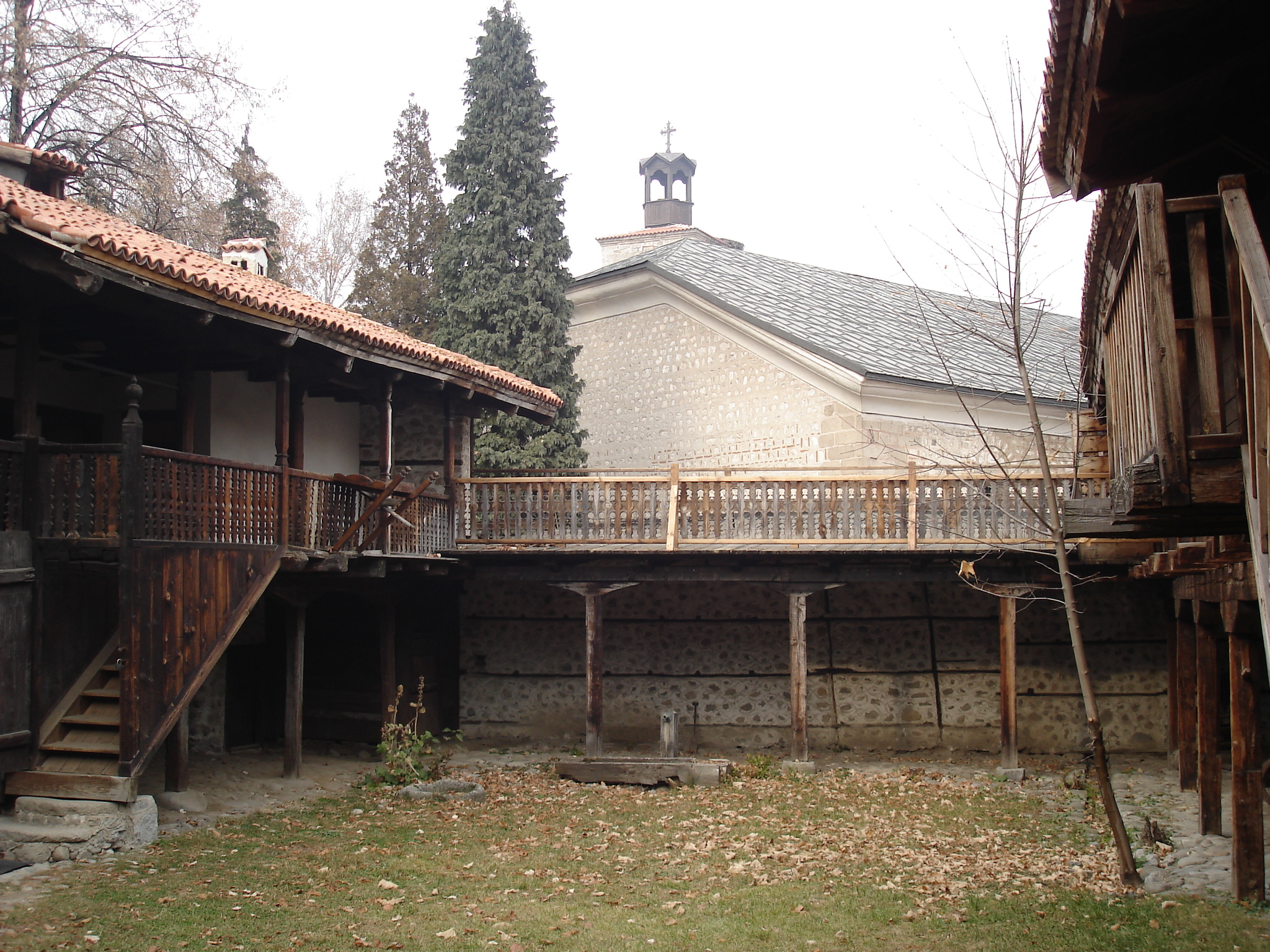
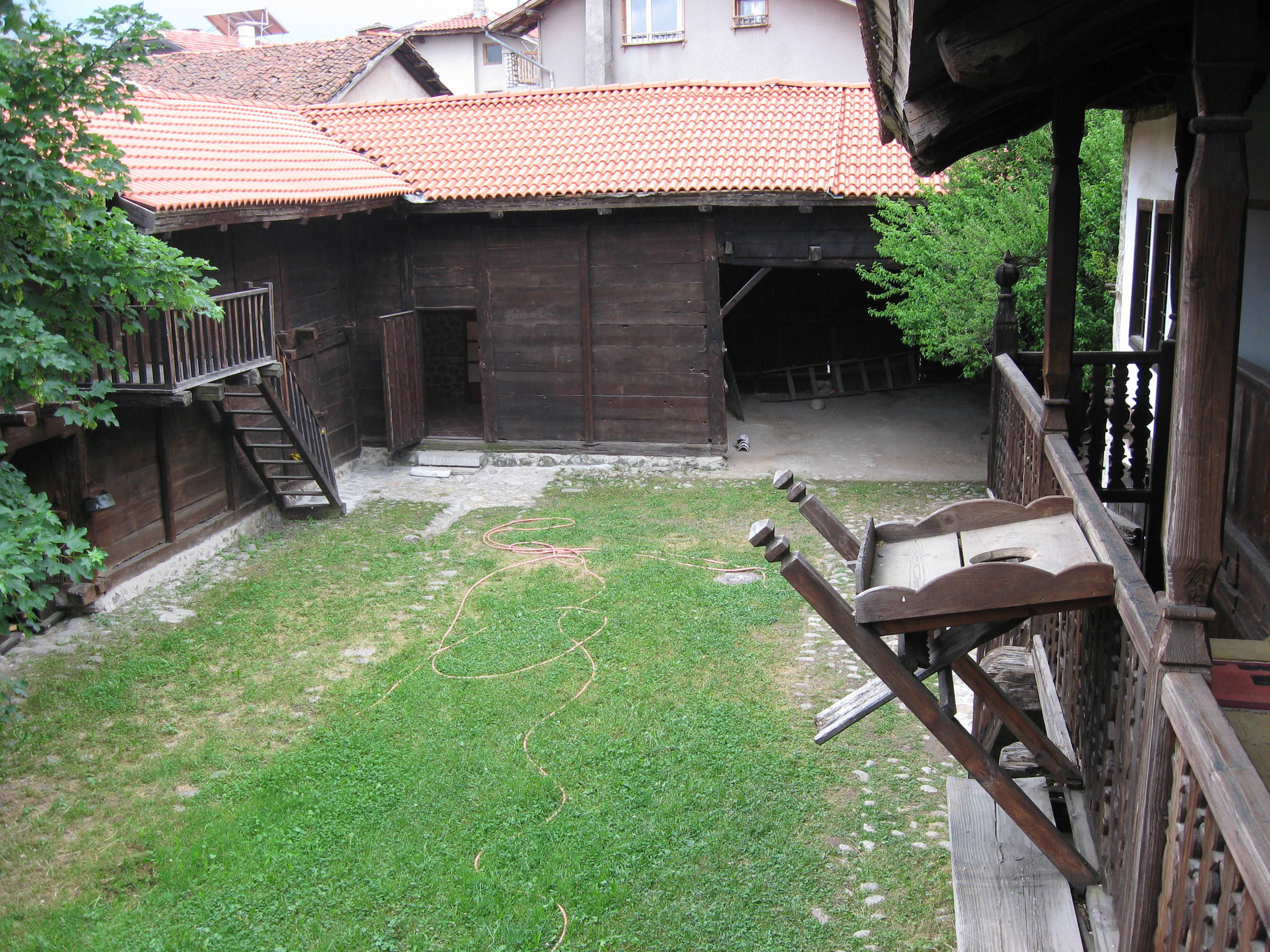
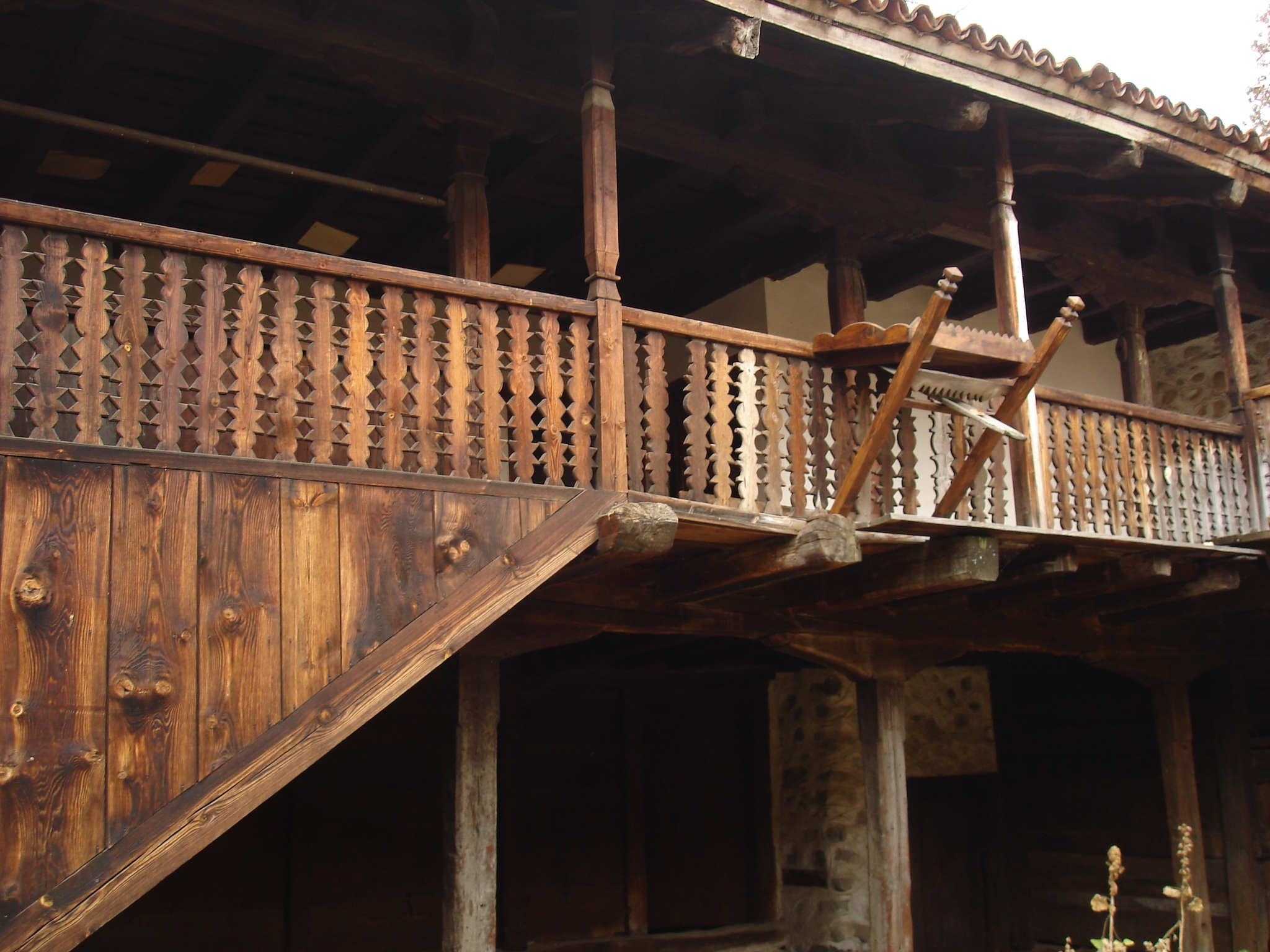
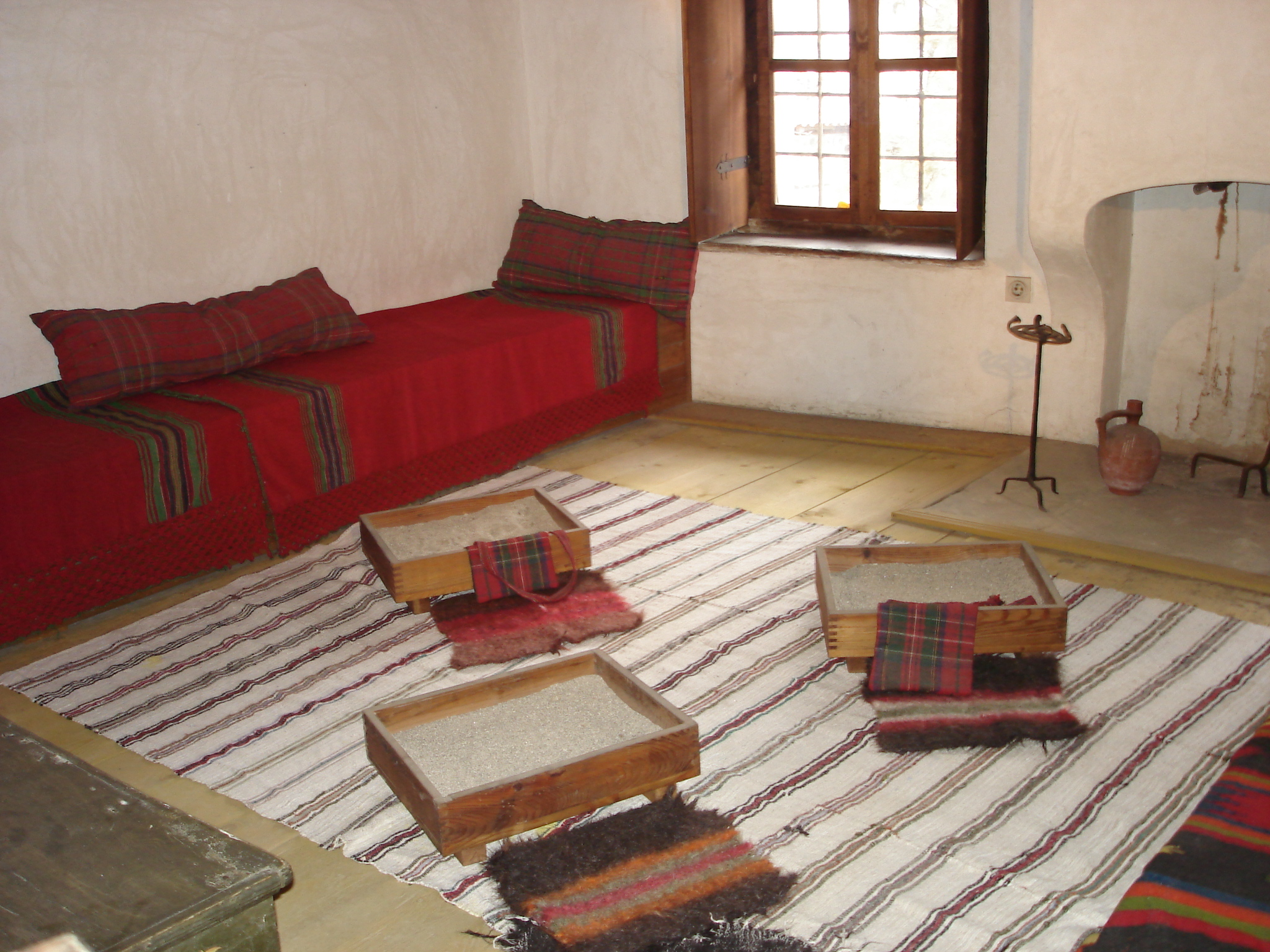
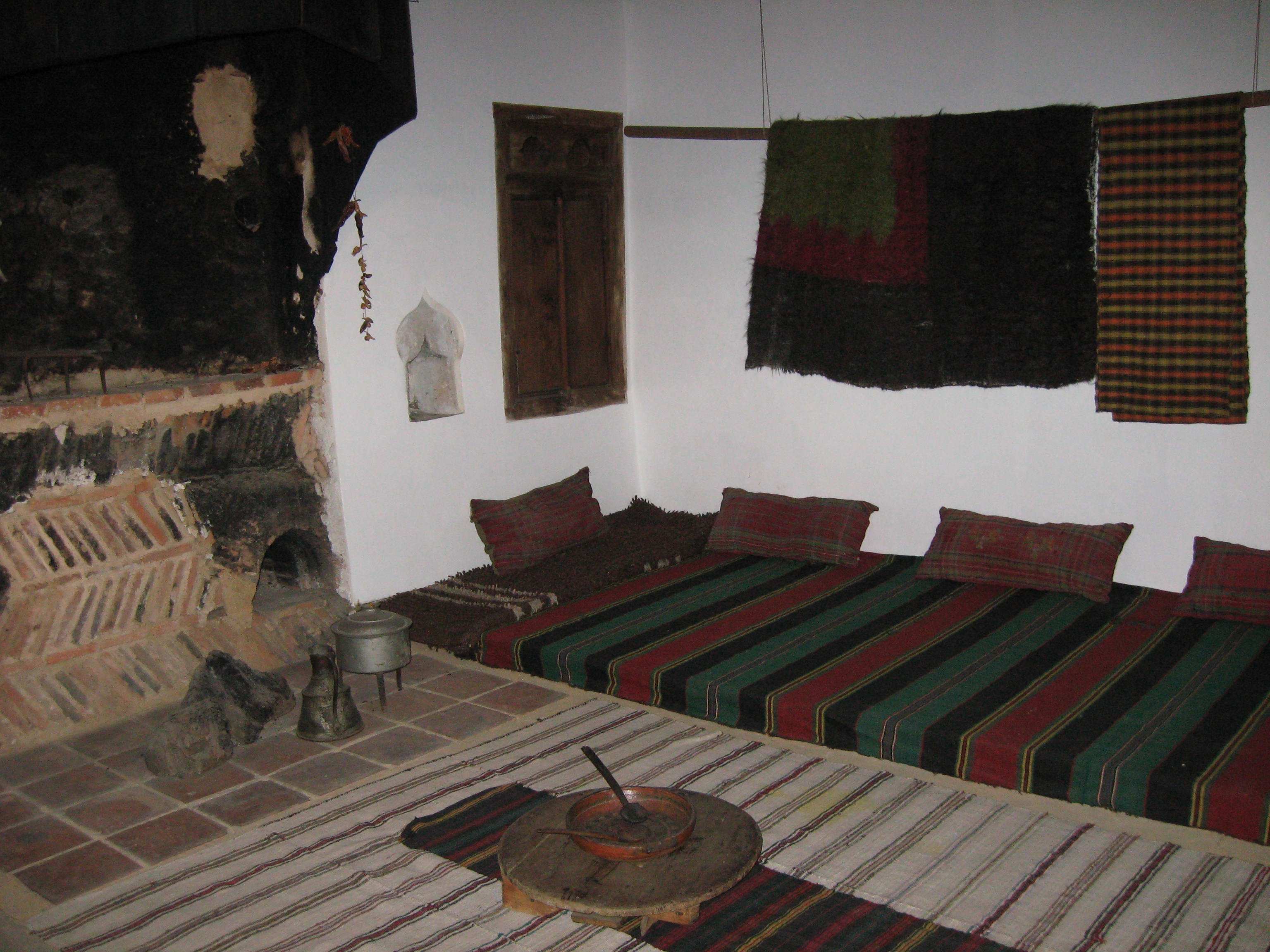